# ارنان (بازیکن فوتبال، زاده فوریه ۱۹۸۵)
ارنان (انگلیسی: Ernane؛ زادهٔ ۲۲ فوریهٔ ۱۹۸۵) بازیکن فوتبال اهل برزیل است.